# Барата
Барата е река в Северна България, Дунавската равнина, област Велико Търново – община Свищов, десен приток на река Дунав. Дължината ѝ е 39 km.
Река Барата извира на 300 m югоизточно от стопанския двор на село Червена, община Свищов, на 134 m н.в. Тече на север през Дунавската равнина в широка долина. След село Ореш навлиза в Свищовско-Беленската низина и там реката е изкуствено разделена на два големи канала, от които на север, запад и изток се отделят множество второстепенни. Левият (северен) ръкав (канал) тече на север и северозапад и недостига до река Дунав, а десният (източен) се влива отдясно в Дунав на 555-и km, на 22 m н.в. до жп гарата на град Свищов.
Водосборният басейн на Барата е по-добре развит в западно направление, в Плевенска област – общините Левски и Белене.
По течението на реката в община Свищов са разположени 1 град и 4 села: Червена, Овча могила, Драгомирово, Ореш и град Свищов.
По течението на Барата и по нейните малки леви притоци са изградени няколко микроязовира: „Овча могила“ (най-голям), „Банкова воденица“, „Ливадето“, „Божурлук“ и други, които се използват за напояване.
От село Ореш до град Свищов, по десния бряг на реката, на протежение от 14 km преминава част от Републикански път II-52 от Държавната пътна мрежа Никопол – Свищов – Русе.
По долината на реката от село Драгомирово до град Свищов преминава част от трасето на жп линията Левски – Белене – Свищов.

## Топографска карта
- Лист от карта K-35-15. Мащаб: 1 : 100 000.